# Corinne Griffith
Corinne Griffith (Texarkana, 21 de novembro de 1894 – Santa Mônica, 13 de julho de 1979) foi uma atriz estadunidense. Foi indicada ao Oscar de melhor atriz na edição de 1930 por interpretar Emma Hamilton no filme The Divine Lady.